# تلمبه اکبر حیدری
تلمبه اکبر حیدری یک منطقهٔ مسکونی در ایران است که در دهستان دهچاه واقع شده‌است.